# Artašovci
Artašovci, také dynastie Artašovců či Artaxiadů, byl panovnický rod, který vládl Arménskému království od roku 189 př. n. l. až do svržení Římany v roce 12 n. l. Říše Artašovců zahrnovala Arménské království, Sofénu, s přestávkami Malou Arménii a části Mezopotámie. Jejich hlavními nepřáteli byli Římané, Seleukovci a Parthové, proti nimž vedli několik válek.
Artašovci byli pravděpodobně větví dřívější Orontské dynastie íránského původu, která vládla v Arménii nejméně od 5. století př. n. l. Prvním králem a zakladatelem arménské dynastie Artašovců se stal v roce 189 př. n. l. Artaxiás I. Ten po porážce Seleukovců v bitvě u Magnésie v roce 190 př. n. l. svrhl dynastii Yervanduni a vyhlásil samostatnost Arménie. Vrcholu své moci dosáhlo Arménské království za vlády Tigrana Velikého (95–55 př. n. l.). Jeho hranice se tehdy táhly od Kaspického až po Středozemní moře.
Artašovští panovníci byli velkými milovníky řecké kultury (filhelény). Také mezi vyššími třídami arménské společnosti se helénistické náboženství a kultura staly velmi populární. Přesto si uchovali svou náboženskou zoroastriánskou víru.

## Artaxias I. – zakladatel Artašovské dynastie

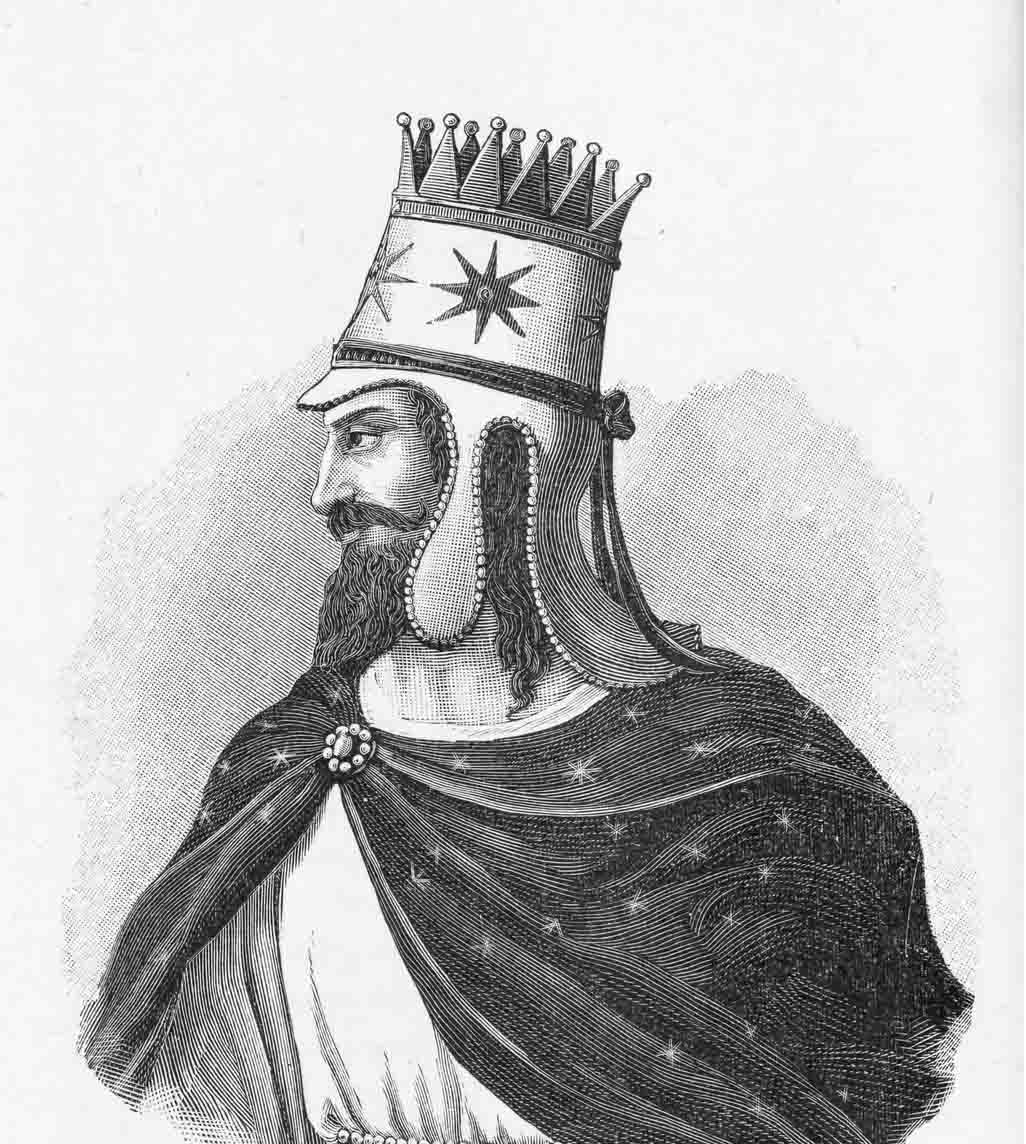
Artaxias I., zakladatel Artašovské dynastie

Královská symbolika z arménských mincí

Jinak pojatá interpretace symbolů

Zakladatel Artašovské dynastie Artaxias I. (190–159 př. n. l.) je považován za jednoho z nejvýznamnějších králů v arménské historii. Sám se prezentoval jako legitimní potomek Orontské dynastie. Na počátku své vlády považoval za svou prioritu sjednocení všech území, kde se mluvilo aramejsky.

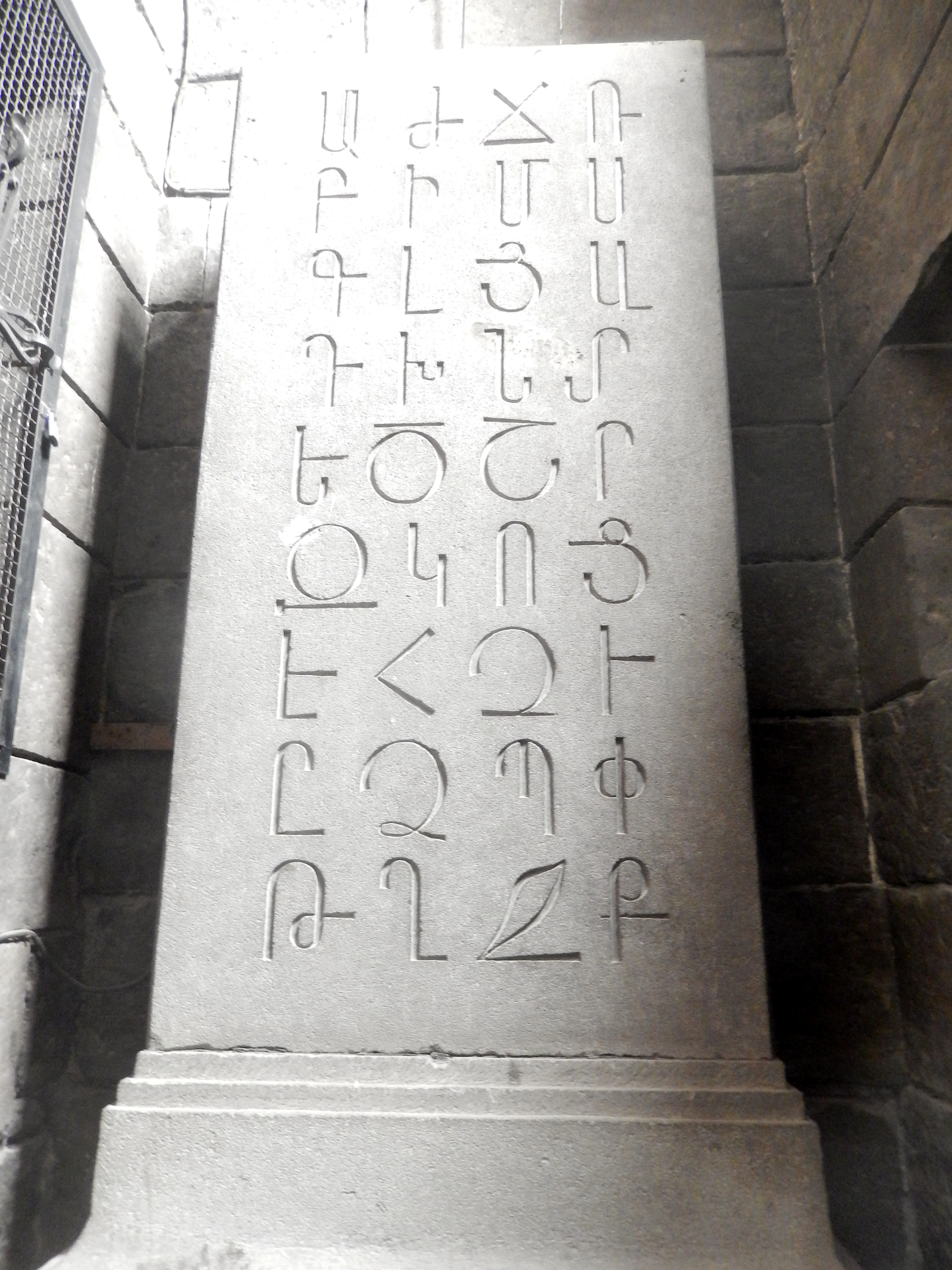
Ukázka aramejského písma

Slavný řecký geograf a historik Strabón (63 př. n. l. – 23 n. l.) vypráví o Artaxiových výbojích směrem na západ, východ, sever a jih. Ve svém díle Geografika (nejrozsáhlejší dochované zeměpisné dílo antiky) píše o vzniku Artašovské dynastie toto:
| „ | Podle zpráv byla Arménie, ačkoli v dřívějších dobách malou zemí, rozšířena Artaxiem a Zariadrisem, kteří byli dříve generály Antiocha Velikého, ale později, po jeho porážce, vládli jako králové (první jako král Sofény, Acisény, Odomantidy a některých dalších zemí a druhý jako král země kolem Artaxaty). Společně rozšířili svá království tím, že si odřízli části okolních národů. Mám na mysli odříznutí Kaspiane, Faunitis a Basoropedy od země Médů; a krajiny podél hor Paryadres a Chorsene a Gogarene, která je na druhé straně řeky Kýros, od té na Pyrenejském poloostrově; a Carenitis a Xerxene, které hraničí s Malou Arménií nebo jsou jejími částmi, od Chalybijců a Mosynoeků; a Acilisene a krajinu kolem Antitauru od země Kataonců; a Taronitida od Syrských; a proto všichni mluví stejným jazykem. | “ |

Podle Strabóna a Plútarcha (46–127 n. l.) založil Artaxias I. také arménské hlavní město Artašat s pomocí kartaginského vojevůdce Hannibala, který se ukrýval před Římany na Artaxiově dvoře. Obyvatelstvo předchozího hlavního města Orontské dynastie Ervandashat bylo přesunuto do Artašatu.

### Hraniční kameny

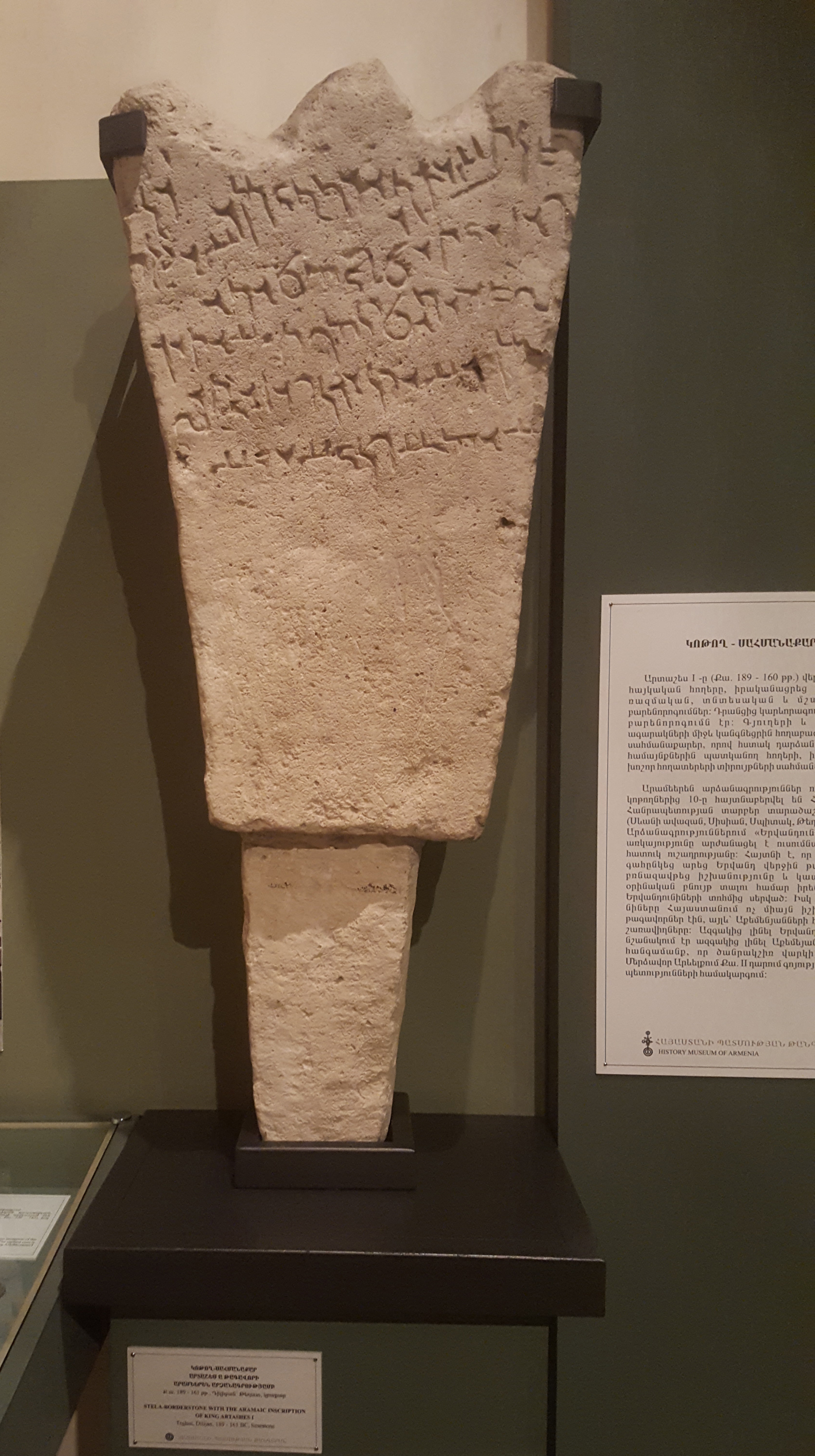
Ukázka arménského hraničního kamene

Na území dnešní Arménie bylo objeveno více než tucet kamenných hraničních mezníků z doby vlády Artaxia s aramejskými nápisy. Před jejich objevením byla existence těchto kamenů doložena Mojžíšem z Khorene.
Artaxiás stavěl kolem jezera Sevan hraniční kameny (stély připomínající achaimenovské vzory), aby vymezil držbu půdy. Byly popsané aramejským písmem, obsahovaly achaimenovskou korunu a potvrzovaly královskou moc nad tímto územím. V textech na hraničních kamenech Artaxias uvádí, že pochází z Orontské dynastie jako král Artaxias, syn Orontida Zariadresa.

## Tigranés Veliký – vrchol Artašovské dynastie
Za vlády Tigrana Velikého (také Tigranes II., 95–55 př. n. l.) bylo Arménské království na vrcholu své moci a nakrátko se stalo nejmocnějším státem na římském východě. Tigranes Veliký vybudoval svou říši na základech, které založil Artaxias I. a jeho následovníci Tigranes I. (159–123 př. n. l.) a Artavasdés I. (123–95 př. n. l.).

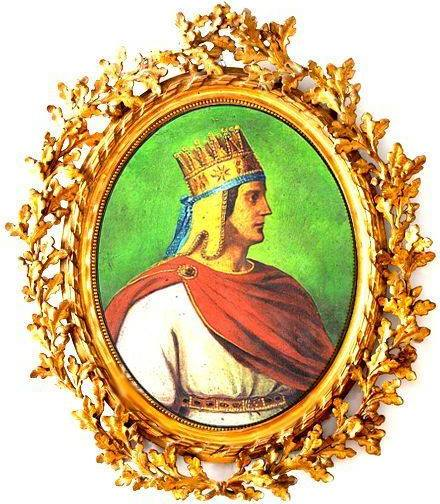
Tigranés Veliký, nejmocnější vládce z Artašovské dynastie

Během své vlády odebral Tigranes Veliký rozsáhlá území Parthům, kteří pak s ním byli donuceni podepsat smlouvu o přátelství. Iberské království, Albánie a Atropatene také ztratily svá území a zbytky jejich království se staly jeho vazalskými státy. Řekové v rámci Seleukovské říše mu v roce 83 př. n. l. nabídli seleukovskou korunu. Tigranes Veliký tak vládl království, jehož hranice se táhly od Kaspického až po Středozemní moře a na severu takřka až k moři Černému. Od té doby Arméni užívají úsloví Covic cov Hajastan – Arménie od moře k moři.

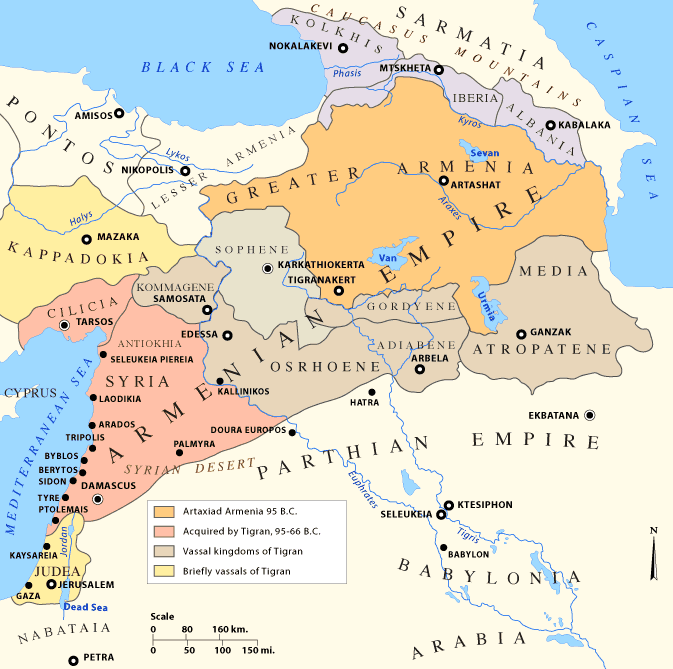
Arménské území za vlády Tigrana Velikého

Po úspěšné expanzi nechal Tigranés Veliký postavit nové, výstavní královské město Tigranakert. Staré hlavní město Artašat totiž leželo příliš na severu nové říše, nové mělo být v jejím středu. O jeho přesném umístění se však archeologové přou, město bylo totiž zcela zničeno a ztraceno. Bylo prý postaveno v helénském stylu a na dvoře se mluvilo řecky.
Tigranes Veliký byl velký milovník řecké kultury (filhelén) a vycházel dobře s Řeky i s Římany. Když se Římané dostali do války s Pontem (někdejší starověké helénské království na jižním břehu Černého moře), snažil se Tigranes zachovat neutralitu. Pontu tehdy vládl jeho zeť Mithridatés VI. Pontský a byl poražen. Tigranes mu poskytl azyl, a tím se odsoudil k válce s Římany.
Roku 69 př. n. l. římská vojska pod vedením vojevůdce Luculla napadla Arménii a Tigranés byl poražen u Tigranakertu. Musel z města společně s jeho obyvateli uprchnout. Město pak bylo srovnáno se zemí. Uchýlil se do Artašatu, sem však v roce 66 př. n. l. přitáhl Lucullův nástupce římský vojevůdce Pompeius. Tigranes se mu raději vzdal, aby město ušetřil osudu Tigranakertu. Pompeius zredukoval Arménii na její bývalé hranice, ale dovolil Tigranovi udržet si trůn jako spojenec Říma. Od této chvíle se Arménie stala nárazníkovým státem mezi dvěma soupeřícími říšemi Římanů a Parthů.

## Zánik Artašovské dynastie

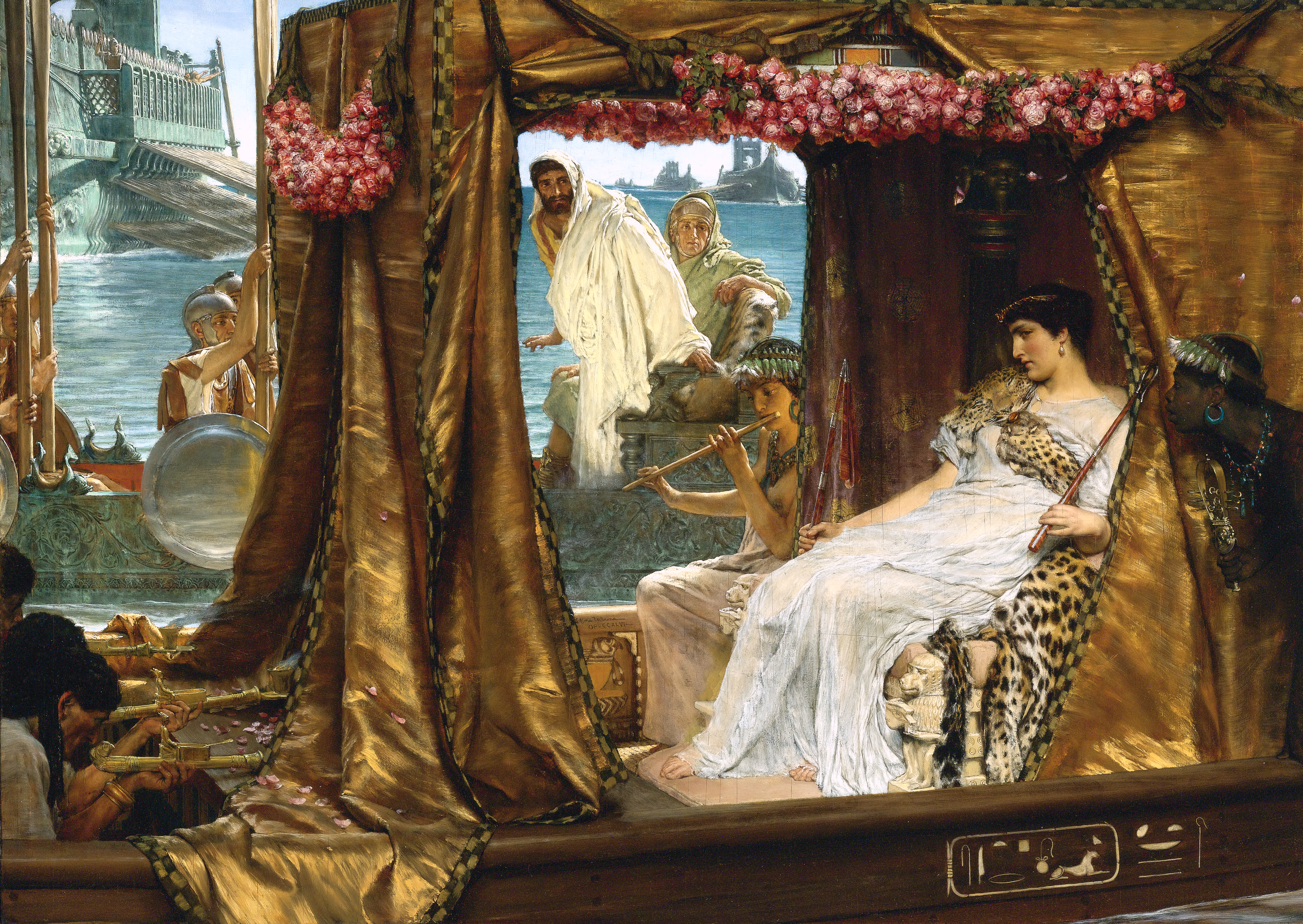
Setkání Marca Antonia s Kleopatrou. Jejich šestiletý syn Alexandr Hélius se stal na čas vládcem Arménie.

Tigranův dědic Artavasdés II. také udržoval spojenectví s Římany. Pomáhal například užitečnými radami římskému vojevůdce Marcu Liciniu Crassovi při jeho tažení proti Parthům. Rady však zůstaly nevyslyšeny a vedly ke Crassově katastrofální porážce v bitvě u Harran.
Když se Marcus Antonius stal vládcem východních provincií Říma, začal podezřívat Artavasda z nepřátelství, neboť ten provdal svou sestru za následníka parthského trůnu. V roce 35 př. n. l. Antonius vpadl do Arménie a poslal Artavasda do zajetí v Egyptě, kde byl později popraven. Antonius dosadil na arménský trůn svého šestiletého syna Alexandra Hélia, kterého mu porodila Kleopatra.
Artavasdův syn Artaxiás II. získal pomoc Parthů, zmasakroval římské posádky a zmocnil se trůnu v Arménii. Po desetileté vládě byl zavražděn. V království začala občanská válka mezi římskými a parthskými stranami. Zvítězila římská strana a Arménie se stala římským protektorátem pod císařem Augustem (také Gaius Octavius, česky Oktavián).
Dynastie Artašovců pod římským protektorátem postupně upadala a zanikla v chaosu v roce 12 n. l. Trvalo dlouhou dobu, než se dynastie Arsakovců stala jejich nezpochybnitelným nástupcem. Stalo se tak roku 52 n. l., kdy Parthové dosadili tuto novou dynastii na arménský trůn.

## Artašovští králové Arménie
- Artaxias I. (190–159 př. n. l.)
- Tigranes I. (159–123 př. n. l.)
- Artavasdés I. (123–95 př. n. l.)
- Tigranes Veliký (Tigranes II., 95–55 př. n. l.)
- Artavasdes II. (55–34 př. n. l.)
- Artaxias II. (33–20 př. n. l.)
- Tigranes III. (20–10 př. n. l.)
- Tigranes IV. s Eratem (10–2 př. n. l.)
- Ariobarzanes (2 př. n. l. – 4 n. l.)
- Artavasdes III. (4–6 n. l.)
- Tigranes V. pak vládl s Eratem (6–12 n. l.)